# GG Horsens
GG Horsens er en dansk gaming-fiktionsserie i to sæsoner instrueret af Morten Vogt Urup. Sæson 1 udkom i 2019 og året efter udkom sæson 2 i 2020 på TV Syd og TV2 Østjyllands YouTube-kanaler.
GG Horsens sæson 1: I serien GG Horsens følger vi Sandra (Julie Zangenberg), en rigtig gamer-girl, som trods sine forældres misbilligelse, elsker at gå i posede T-shirts og kaste sig over spil. En dag besøger hun GG Horsens og under arrangementet bliver hun inviteret med til en ”gaming-battle”, hvor hun viser sit talent inden for spillet Counter-strike. Dette provokerer det konkurrerende hold Team Badass (Albert Dyrlund, Morten Münster og Casper Harding) og deres leder, Poulsen (Andreas Bo Pedersen), Team Badass er iført røde spillerdragter T-Dog (Casper Harding), Wallhack (Albert Dyrlund) og Sweet-E (Morten Münster). Sandra bliver mødt med hån og sexistiske kommentarer, men en af fortidens Badass-medspillere ved navn Henning (Jonas Schmidt) ser den unge piges potentiale og tilbyder hende en plads på sit eget gamerhold med drengene Kasper (Thomas Ernst), Rasmus (Casper Kjær Jensen) og Vlad (Pelle Emil Hebsgaard). Uden at fortælle sine forældre det, tager Sandra imod invitationen og starter sin rejse mod at blive en anerkendt gamer.
"Klichéfyldt komedieserie om gamere virker til at være skrevet af et menneske, der aldrig har spillet computerspil" skriver Filmmagasinet Ekko  blandt andet om sæson 1 af GG Horsens.
GG Horsens sæson 2: I denne sæson vil de unge mennesker langt hellere spille rollespil end computer. Counter Strike-holdet Team GG har fragget sig gennem det ene map efter det andet på vej mod toppen. GG’s rivaler på serveren, Team Bad-@$$, har dog ikke har haft held i deres CS-kampe. Pludselig mister GG holdets stjernegamer Sandra, hvorfor GG og Bad-@$$ må fusionere under ét samlet pro Counter Strike-hold og e-sports-brand med trænerne Henning og Poulsen i samarbejde. Det nye stjerneskud Nicole ønsker at joine teamet og kæmpe mod modstanderholdet Crush’It – anført af skurken Nicolaj, der er Nicoles bror og Team Crush'it iført blå spilledragter Søren Ragequit (Niki Topgaard).
"Anden sæson af den populære serie er stadig komplet uinteresseret i gaming, men står mere ved sin absurde natur" skriver Filmmagasinet Ekko blandt andet om sæson 2 af GG Horsens.